# Dileep Shankarrao Kamtekar
Dileep Shankarrao Kamtekar es un diplomático de carrera retirado indio.
Dileep Shankarrao Kamtekar es hijo de Shalinibai y S.A. Kamtekar B.A., LL.B., Secretario de la Dhara Sabha en Baroda en el Baroda State.
- En 1952 entró al servicio de la exterior.
- De 1955 a 1956 fue empleado en Berna.
- En 1957 fue secretario adjunto en el Ministerio de Asuntos Exteriores (India).
- De 1958 a 1961 fue secretario de embajada en Bagdad (Irak).
- En 1961 tenía exequatur como cónsul en Fráncfort del Meno.
- De 1961 a 1963 tenía exequatur como cónsul general en Hamburgo.
- De 1964 a 1967 fue Alto Comisionado en oficio en Zomba (Nyasalandia).
- De 1967 a 1969 fue director en el Ministerio de Asuntos Exteriores (India).
- De 1969 a 1971 fue Alto Comisionado en Puerto Louis (Mauricio).
- De 1971 a 1974 fue secretario de enlace en el Ministerio de Asuntos Exteriores (India).
- De 1974 a 1977 fue embajador en Varsovia (Polonia).
- De 1977 a 1979 fue embajador en Bagdad (Irak).
- De 1979 a junio de 1982 fue embajador en la Ciudad de México.
- De junio de 1982 a 1984 fue Alto Comisionado en la Canberra.
- De 1984 a 1986 fue embajador en Bonn.